# Tonino Cervi
Tonino Cervi, nascut Antonio Cervi (Roma, 14 de juny de 1929 - Rapolano Terme, 1 d'abril de 2002), va ser un director i productor de cinema italià.

## Biografia
Cervi va néixer a Roma, fill de l'actor Gino Cervi. Va ser pare d'Antonio Levesi Cervi, Valentina Cervi, Stefano Cervi i Antònia Cervi. Va alternar la seva feina com a director amb la de productor de cinema. Va fer el seu debut com a productor en 1952 amb La Peccatrice dell'isola de Sergio Corbucci. A partir de llavors va produir llargmetratges de Michelangelo Antonioni (Il deserto rosso), Federico Fellini, Bernardo Bertolucci, Mauro Bolognini, Francesco Rosi i Mario Monicelli.
Va debutar com a director amb el western Oggi a me... domani a te (1968) protagonitzada per Bud Spencer i com a productor amb la col·lectiva Boccaccio '70 (1962). Altres pel·lícules notables del seu repertori són The Miser, Il malato immaginario i Ritratto di borghesia in nero.
Cervi va morir a Roma en 2002 a causa d'un aturada cardíaca. La seva filla Valentina Cervi és actriu.

## Filmografia
- Oggi a me... domani a te! (1968), argument, guió i direcció
- Il delitto del diavolo (1970), argument, guió i direcció
- Le monache di Sant'Arcangelo, dirigida per Domenico Paolella (1973), guió
- La nottata (1974), argument, guió i direcció
- Chi dice donna dice donna (1976), argument, guió i direcció
- Ritratto di borghesia in nero (1978), guió i direcció
- Il malato immaginario (1979), guió i direcció
- Il turno (1981), guió i direcció
- Sole nudo (1984), argument, guió i direcció
- Il nido del ragno, dirigida per Gianfranco Giagni (1988), argument i guió
- L'avaro (1989), direcció i guió
- Butterfly (1995), direcció
- Il quaderno della spesa (2003), guió i direcció